# Gunnar Steinn Jónsson

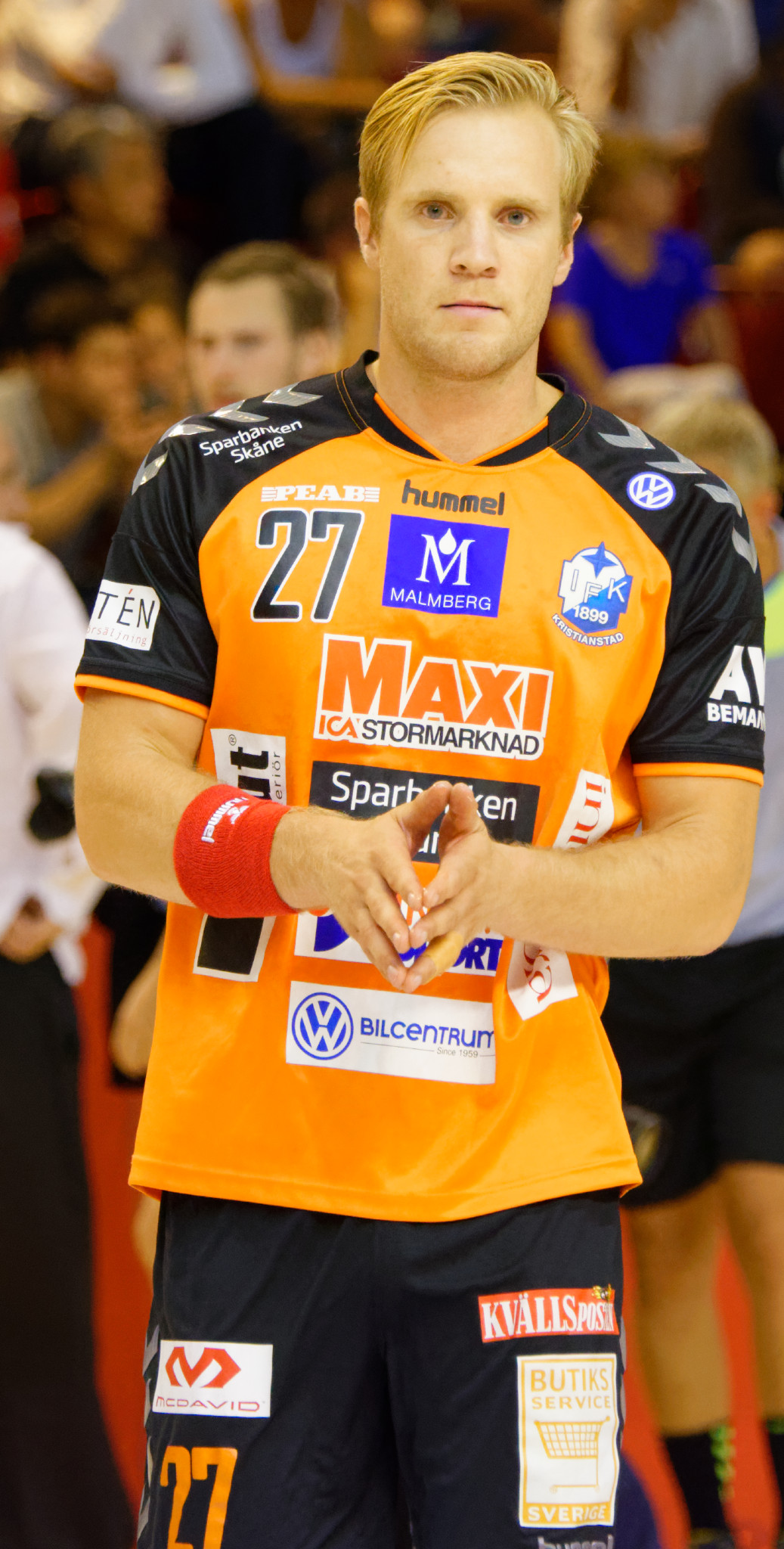
Gunnar Steinn Jónsson (2016)

Gunnar Steinn Jónsson (* 4. Mai 1987 in Akureyri) ist ein Handballspieler aus Island.
Der 1,92 Meter große und 90 Kilogramm schwere Rückraumspieler spielte anfangs beim isländischen Verein HK Kópavogur. Ab 2009 stand er bei HK Drott unter Vertrag. Im Sommer 2012 schloss sich Gunnar Steinn Jónsson dem französischen Erstligisten HBC Nantes an. Zur Saison 2014/15 wechselte er zum deutschen Bundesligisten VfL Gummersbach, wo er einen Vertrag bis 2016 erhielt. Ab dem Sommer 2016 spielte er beim schwedischen Verein IFK Kristianstad. Mit Kristianstad gewann er 2017 und 2018 die schwedische Meisterschaft. Zur Saison 2018/19 schloss er sich dem dänischen Erstligisten Ribe-Esbjerg HH an. Am 15. Februar 2021 unterschrieb er bei Frisch Auf Göppingen einen bis Saisonende 2020/21 gültigen Vertrag. Zur Saison 2021/22 wechselte er zurück in die isländische Heimat und fungiert als spielender Co-Trainer bei Stjarnan Handbolti.
Für die isländische Nationalmannschaft stand er im erweiterten Aufgebot für die Weltmeisterschaft 2011, er bestritt bisher 42 Länderspiele und erzielte 36 Tore.